# Martin Loeb
Martin Loeb (* 11. März 1959 in Paris; † 22. März 2025 ebenda) war ein französischer Schauspieler.

## Leben und Wirken
Seine Schwester Caroline Loeb (* 1955) wurde vor allem in Frankreich als Chansonsängerin, Schauspielerin und Theaterregisseurin bekannt. Beider Vater ist der französische Kunsthändler Albert Loeb (* 1932), der von 1958 bis 1971 eine Galerie in New York City besaß und 1966 eine Galerie in Paris eröffnete. Martin Loeb ist Enkel des Galeristen Pierre Loeb (1897–1964) und Großneffe der Fotografin Denise Colomb (1902–2004). 
Loeb machte sein Filmdebüt 1974 unter Regie von Jean Eustache in dem Drama Meine kleinen Geliebten. In diesem Film hatte er gleich die Hauptrolle eines pubertierenden Jungen verkörpert.  Besonderes Aufsehen erregte er zwei Jahre später als „Fabrizio“ in dem umstrittenen Film Spielen wir Liebe (gedreht 1976, veröffentlicht 1977), wo er, zum Drehzeitpunkt 17 Jahre alt, in dezidiert erotischen Darstellungen mit seinen beiden 11-jährigen Filmpartnerinnen Lara Wendel und Eva Ionesco zu sehen war. Im Sommer 2006 wurden Bildträger des Films in ungeschnittener Fassung in Deutschland unter dem Vorwurf der Kinderpornografie bundesweit gerichtlich beschlagnahmt.
Nach 1979 zog sich Loeb aus dem Schauspielgeschäft zurück. Im Erwachsenenalter war er als Graveur und Künstler tätig.

## Filmografie
- 1974: Meine kleinen Geliebten (Originaltitel: Mes petites amoureuses)
- 1976: Ein Hauch von Zärtlichkeit (Originaltitel: Si c’était à refaire)
- 1977: Spielen wir Liebe (Alternativtitel: Maladolescenza)
- 1979: Roberte